# Jean-François Bailly
Pour les articles homonymes, voir Bailly.
Jean-François Bailly est un acteur français né à Suresnes (Seine, aujourd'hui Hauts-de-Seine) le 24 février 1937 et mort à Saint-Jacut-du-Mené (Côtes-du-Nord) le 24 février 1993.

## Filmographie
- 1948 : Pattes blanches de Jean Grémillon
- 1949 : La Marie du port de Marcel Carné
- 1949 : Plus de vacances pour le Bon Dieu de Robert Vernay
- 1954 : Marianne de ma jeunesse de Julien Duvivier (+ la version allemande Marianne, meine jugendliebe) : Reinhold